# مقاطعة تامدي
مقاطعة تامدي هي مقاطعة في ولاية نواوي في أوزبكستان، ومركزها مدينة تامدي بولاق.